# Stade Raymond Kopa
El Stade Raymond Kopa, hasta 2017 llamado Stade Jean-Bouin, es un estadio de fútbol situado en la ciudad de Angers, en Francia. El recinto fue inaugurado en 1912, pero el actual recinto data de 2010. Pertenece al Municipio de Angers y su equipo titular es el Angers SCO.
El nombre se cambió oficialmente de Stade Jean-Bouin a Stade Raymond Kopa el 27 de marzo de 2017 para honrar a la leyenda del fútbol francés Raymond Kopa, quien hizo su debut profesional con el club y murió en la ciudad el 3 de marzo de 2017.

## Historia
La historia del Estadio Jean-Bouin, originariamente llamado Estadio Bessonneau por su creador Julien Bessonneau, comienza en 1912. Fue renovado en 1925. En 1957 fue renovado otra vez, su pista de atletismo que rodeaba su campo de fútbol fue destruido y se construyó la tribuna Saint-Léonard. Desde entonces, el estadio cambió de nombre y ahora se llama Stade Jean-Bouin, en honor al maratonista que murió durante la primera guerra múndial. Su capacidad creció, pudo acoger hasta 21 000 espectadores.
En 1993, el estadio conoció una nueva remodelación para cumplir los requisitos de la primera división (Ligue 1). Así pues, construyeron la tribuna Colombier. Pero por seguridad, su capacidad bajó hasta 17 000 asientos. Su famosa colina de hierba situada detrás de una de las porterías fue arrasada. Esa colina acogía los aficionados más fervientes del SCO, era el símbolo del estadio.
En 2010 una nueva tribuna reemplazó la colina, la tribuna Coubertin con una capacidad de 5400 espectadores.

## Partidos internacionales

### Partidos internacionales femeninos
| Fecha                    | Competición                       | Equipo 1 | Equipo 2     | Resultado | Afluencia |
| ------------------------ | --------------------------------- | -------- | ------------ | --------- | --------- |
| 1 de junio de 1996       | Eliminatorios Euro 1997           | Francia  | Islandia     | 3-0       | 3000      |
| 24 de septiembre de 2005 | Eliminatorios Copa del Mundo 2007 | Francia  | Países Bajos | 0-1       | 5635      |
| 19 de noviembre de 2010  | Partido amistoso                  | Francia  | Polonia      | 5-0       | 4371      |
| 6 de julio de 2013       | Partido amistoso                  | Francia  | Australia    | 0-2       | 9187      |
| 5 de abril de 2014       | Eliminatorios Copa del Mundo 2015 | Francia  | Kazajistán   | 7-0       | 7231      |

### Partidos internacionales Esperanzas
| Fecha                   | Competición                        | Equipo 1 | Equipo 2   | Resultado |
| ----------------------- | ---------------------------------- | -------- | ---------- | --------- |
| 30 de marzo de 1991     | Eliminatorios Euro Esperanzas 1992 | Francia  | Albania    | 3-0       |
| 14 de noviembre de 2011 | Eliminatorios Euro Esperanzas 2013 | Francia  | Eslovaquia | 2-0       |

## Anécdotas
- Tiempo atrás, la tribuna Jean-Bouin comportaba una terraza en su cumbre.
- El 24 de octubre de 2008, el estadio Jean-Bouin fue el primer estadio que acogió un árbitro femenino (Sabine Bonnin) durante un partido de fútbol entre dos equipos profesionales. Fue durante el segundo tiempo del partido Angers-Tours (2-0).

## Galería de imágenes

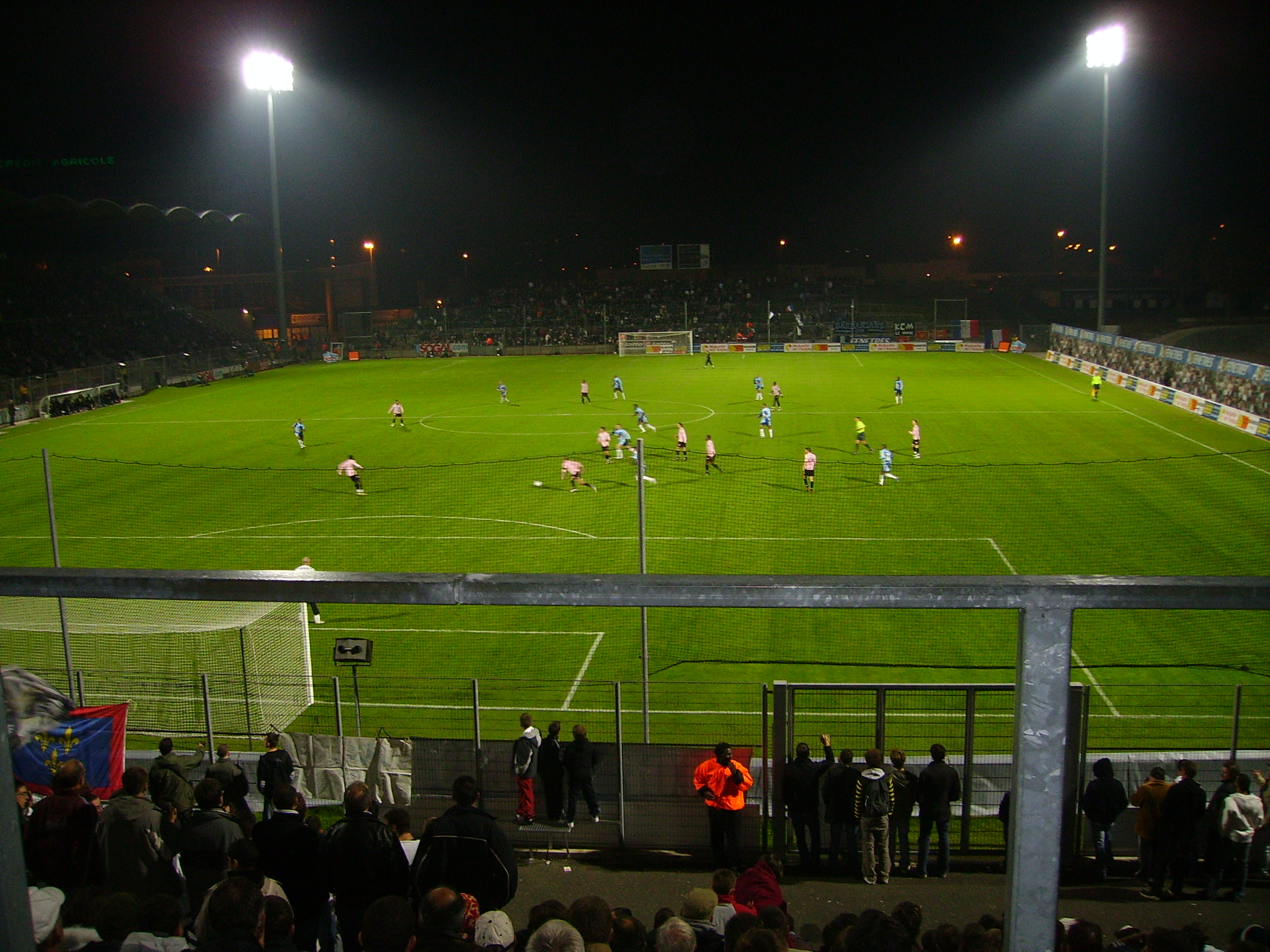
Durante el partido Angers SCO - Le Havre AC en 2007